# Yoshiki Okamura
Yoshiki Okamura (japanisch 岡村 宜城 Okamura Yoshiki; * 21. März 1977 in der Präfektur Nagasaki) ist ein ehemaliger japanischer Fußballspieler.

## Karriere
Okamura erlernte das Fußballspielen in der Schulmannschaft der Kunimi High School und der Universitätsmannschaft der Kansai-Universität. Seinen ersten Vertrag unterschrieb er 1999 bei den Gamba Osaka. Der Verein spielte in der höchsten Liga des Landes, der J1 League. 2002 wechselte er zum Drittligisten Sagawa Express Osaka. Für den Verein absolvierte er 59 Spiele. Ende 2004 beendete er seine Karriere als Fußballspieler.